# جيم هيكس
جيم هيكس (بالإنجليزية: Jim Hicks)‏ (16 سبتمبر 1960 في المملكة المتحدة - ) هو مدرب كرة قدم ولاعب كرة قدم بريطاني في مركز الدفاع. لعب مع أكسفورد يونايتد وكوفنتري سيتي ونادي إكزتر سيتي ونادي فارنبوروه ونادي فولهام ونادي كينغستونيان وWashington Stars ‏ وسانت ألبانز سيتي وبلدلوك تاون ‏ وDownham Town F.C. ‏ وEly City F.C. ‏ وSoham Town Rangers F.C. ‏ وNewmarket Town F.C. ‏ ونادي ويلدستون لكرة القدم.